# Louis Braffort
Pour les articles homonymes, voir Braffort.
Louis Braffort, né le 14 août 1886, est un avocat pénaliste belge qui est bâtonnier du barreau de Bruxelles. Il résiste aux Allemands et est assassiné par les rexistes le 24 août 1944.

## Biographie
Après ses humanités au collège Saint-Joseph de Virton qu'il termine en 1904, Louis Braffort s'inscrit à l'Université catholique de Louvain pour y poursuivre des études de droit, il est diplômé en 1909. Durant ses études, il se rend à deux reprises à Bonn, ce qui lui permet d'améliorer grandement son allemand. Il est brièvement secrétaire du premier ministre François Schollaert mais préfère ensuite l'avocature à la politique. Louis Braffort effectue ensuite de nombreux voyages pour continuer sa formation. Il se rend à Lyon, à Paris (chez Maurice Garçon), à Berlin (chez Franz von Liszt) et à Amsterdam (chez Van Hamel). Durant la Première Guerre mondiale, Louis Braffort rejoint le Comité de défense gratuit pour la défense des Belges devant les tribunaux de guerre allemands créé par Victor Bonnevie et défend certains des coaccusés du procès d'Edith Cavell. En février 1919, il reprend la chaire de droit pénal et est à l'origine de la création de l'école de criminologie de l'U.C.L.
Le 2 septembre 1920, il épouse à Overijse, Marie-Louise de Le Hoye. Le couple a trois filles.
En 1935, le ministre de la justice Eugène Soudan le place à la tête de la commission d'enquête chargée d'évaluer la loi de défense sociale du 9 avril 1930. Elle remet son rapport en 1939.
Le 4 juillet 1939, il est élu bâtonnier, moins d'un an plus tard, Bruxelles est occupée par les allemands. Le Bâtonnier Braffort n'aura de cesse de s'opposer avec force aux édits de l'occupant. Le 28 octobre 1940, une ordonnance allemande impose ainsi de transmettre la liste des magistrats et des avocats Juifs en vue de procéder à leur radiation. Louis Braffort s'oppose à la transmission de telles listes. Avec le président de la cour de cassation et le procureur général, il adresse un courrier sans ambiguïté au gouverneur militaire, le général von Falkenhausen : « attendre des avocats belges qu’ils cessent d’être indépendants, ce serait leur demander de cesser d’être eux-mêmes" ». De 1940 à 1944, Louis Braffort n'enverra pas moins de 25 protestations. « J’ai un devoir de conscience qu’aucune considération ne peut modifier, celui de dire que le principe même de l’ordonnance est en opposition directe avec le droit ». « nous avons prêté solennellement le serment de rester fidèles à la Constitution du peuple belge et nous ne pouvons manquer à ce serment ».
En 1944, Victor Matthys, chef du mouvement Rex , publie la liste des personnalités à éliminer. Louis Braffort y figure, il ne l'ignore pas mais ne souhaite pas fuir et se mettre à l'abri : « si je me cache, celui qui me remplacera courra les risques à ma place ».
Louis Braffort est arrêté à son domicile (rue Gérard à Bruxelles) par trois rexistes dans la soirée du 22 août 1944 tandis que la radio annonce la libération imminente de Bruxelles. Il est emmené au siège de l'organisation, Place Rouppe à Bruxelles. Deux jours plus tard, le 24 août 1944, son corps sans vie est découvert dans un chemin de champ à Wambeek. Louis Braffort a été assassiné de quatre balles dans la nuque.

## Œuvre
- Louis Braffort est l'auteur d'un traité de droit criminel[2]: Essai de contribution à l‘évolution du droit pénal. Mémoire pour la fondation d’une École des Sciences criminelles à l’Université de Louvain. Bruxelles, Larcier, 1929[6].

## Reconnaissances
- Le 25 août 1994, à l'occasion du cinquantenaire de son assassinat, le Barreau de Bruxelles lui rendit un vibrant hommage[5].
- En décembre 2011, le barreau salue à nouveau son courage[2].
- La salle du conseil de l'ordre, au Palais de justice de Bruxelles porte son nom[2].
- Une rue d'Etterbeek et Woluwé-Saint-Lambert porte son nom (rue Bâtonnier Braffort).
- La rue du château de la famille "de Le Hoye" à Overijse, où il habitait probablement avec sa femme Marie-Louise de Le Hoye, porte désormais le nom de "Stafhouder Braffortlaan".[réf. souhaitée]

### Distinctions honorifiques
- Grand-croix de l'ordre de la Couronne à titre posthume en 1947 (Belgique).
- Officier de l'Ordre de Léopold (Belgique).
- Médaille civique de 1re classe (Belgique).
- Médaille du Roi Albert (Belgique).
- Officier du British Empire (Royaume-Uni).
- Chevalier de la Légion d'honneur (France)
- Officier de l'Instruction publique (France)[7].